# Szymon Żurkowski
Szymon Żurkowski (* 25. September 1997 in Tychy) ist ein polnischer Fußballspieler, der als Leihspieler von Spezia Calcio beim FC Empoli unter Vertrag steht. Der Mittelfeldspieler absolvierte im Jahr 2022 sieben Länderspiele für die polnische Nationalmannschaft.

## Karriere

### Verein
Żurkowski entstammt der erfolgreichen Jugendakademie des Amateurvereins Gwarek Zabrze, die in der Vergangenheit bereits spätere Nationalspieler wie Kamil Kosowski, Marcin Kuźba und Łukasz Piszczek herausbrachte. Im Sommer 2016 schloss er sich dann dem erfolgreicheren Zweitligisten Górnik Zabrze an, wo er einen Vierjahresvertrag unterzeichnete. Dort bestritt er zunächst nur Spiele für die Reservemannschaft in der vierthöchsten polnischen Spielklasse. Am 13. November 2016 (17. Spieltag) debütierte er dann in der Fortuna 1. Liga, als er beim 4:0-Heimsieg gegen Wisła Puławy in der Schlussphase eingewechselt wurde. Zum Ende der Saison 2016/17 drang er in die Startaufstellung der Mannschaft vor. Am 13. Mai 2017 traf er beim 4:2-Auswärtssieg gegen den OKS Stomil Olsztyn erstmals im professionellen Fußball. Mit Górnik stieg er in dieser Spielzeit in die Ekstraklasa auf.
Dort behielt er seinen Stammplatz im Mittelfeld und erzielte am 3. Dezember 2017 (18. Spieltag) beim 3:2-Auswärtssieg gegen Wisła Krakau sein erstes Tor in der höchsten polnischen Spielklasse. Als Aufsteiger schaffte er mit seinem Verein eine starke Saison 2017/18, die man als Tabellendritter beendete. Żurkowski trug dazu mit zwei Treffern und sieben Vorlagen in 34 Ligaspielen einen großen Anteil dazu bei. In der folgenden Spielzeit 2018/19 erzielte er in 31 Spielen drei Tore. Die starke Vorsaison konnte man nicht wiederholen und klassierte sich nur auf dem 11. Rang.
Bereits am 28. Januar 2019 hatte der italienische Erstligist AC Florenz Żurkowski verpflichtet, verlieh in aber für die restliche Spielzeit 2018/19 an Górnik zurück. Zur Serie A 2019/20 stieß er dann zur Viola. Nachdem er in bis Januar 2020 nur zwei Ligaspiele in der Saison 2019/20 für die Fiorentina bestritten hatte, wurde er am 30. Januar 2020 für die restliche Spielzeit an den Zweitligisten FC Empoli ausgeliehen.
Zur Saison 2022/23 kehrte Żurkowski zur Fiorentina zurück. Im Januar 2023 wurde er für den Rest der Saison an Ligakonkurrent Spezia Calcio ausgeliehen, welche im Sommer 2023 die Kaufoption nutzten und Żurkowski fest verpflichteten.
Anfang Januar 2024 wechselte er leihweise zurück in die Serie A zum FC Empoli.

### Nationalmannschaft
Von September 2017 bis Juni 2019 absolvierte Żurkowski 12 Spiele für die polnische U-21-Nationalmannschaft, in denen er zwei Tore erzielen konnte. Mit seinem Heimatland nahm er auch an der U-21-Europameisterschaft 2019 in Italien und San Marino teil, bei der man in der Gruppenphase scheiterte.

## Erfolge
Górnik Zabrze
- Aufstieg in die Ekstraklasa: 2016/17